# Liste der Naturschutzgebiete im Landkreis Börde
Im Landkreis Börde gibt es 14 Naturschutzgebiete.
| Name des Gebietes                       | Bild           | Kennung | WDPA   | Landkreis / Stadt                       | Beschreibung / Bemerkungen | Standort | Fläche in Hektar | Datum der Verordnung |
| --------------------------------------- | -------------- | ------- | ------ | --------------------------------------- | -------------------------- | -------- | ---------------- | -------------------- |
| Bachtäler des Lappwaldes                |                | 158     | 318154 | Landkreis Börde                         |                            | Position | 511,77           | 02.02.1998           |
| Bartenslebener Forst                    |                | 12      | 14441  | Landkreis Börde                         |                            | Position | 204,04           | 30.03.1961           |
| Benitz                                  |                | 150     | 318182 | Landkreis Börde                         |                            | Position | 98,56            | 17.12.1998           |
| Colbitzer Lindenwald                    | weitere Bilder | 14      | 14442  | Landkreis Börde                         |                            | Position | 199,3            | 26.01.1939           |
| Großes Bruch bei Wulferstedt            | weitere Bilder | 51      | 163368 | Landkreis Börde                         |                            | Position | 804,68           | 10.12.1981           |
| Klüdener Pax-Wanneweh                   | weitere Bilder | 154     | 164156 | Altmarkkreis Salzwedel, Landkreis Börde |                            | Position | 1162,07          | 17.11.1997           |
| Mahlpfuhler Fenn                        |                | 44      | 14453  | Landkreis Börde, Landkreis Stendal      |                            | Position | 1198,77          | 20.03.2002           |
| Ohre-Drömling                           | weitere Bilder | 387     | 344828 | Altmarkkreis Salzwedel, Landkreis Börde |                            | Position | 10365,42         | 01.07.2005           |
| Rehm                                    |                | 11      | 165127 | Landkreis Börde                         |                            | Position | 71,96            | 30.03.1961           |
| Rogätzer Hang – Ohremündung             |                | 15      | 165200 | Landkreis Börde                         |                            | Position | 258,87           | 26.10.1998           |
| Salzstellen bei Sülldorf                |                | 149     | 165293 | Landkreis Börde                         |                            | Position | 22,72            | 09.02.1995           |
| Seeburg                                 |                | 34      | 165537 | Landkreis Börde                         |                            | Position | 11,02            | 11.09.1967           |
| Waldfrieden und Vogelherd im Hohen Holz |                | 33      | 166144 | Landkreis Börde                         |                            | Position | 141,31           | 30.03.1961           |
| Wellenberge-Rüsterberg                  |                | 13      | 166238 | Landkreis Börde                         |                            | Position | 19,53            | 05.10.1940           |

## Quelle
- Landesverwaltungsamt Sachsen-Anhalt
- Common Database on Designated Areas Datenbank, Version 14